# Agathaumas sylvestris
Agathaumas sylvestris ("gran maravilla") es la única una especie conocida del género dudoso  extinto Agathaumas de dinosaurio ornitisquio ceratopsiano que vivió a finales del periodo Cretácico durante el Maastrichtiense, hace 66 millones de años, en lo que es hoy Norteamérica. Su nombre proviene del griego, αγαν - 'mucho' y θαυμα - 'maravilla'. Se estima que medía cerca de 8 metros de largo y pesaría unas 6 toneladas, y fue el animal terrestre más grande conocido en la época de sus descubrimiento.
Fue también el primer ceratopsio conocido por la ciencia, aunque se sabe relativamente poco sobre este. El espécimen original consistía solo de los huesos de la cadera del animal, las vértebras de la cadera y costillas, y debido a que estos huesos varían poco entre las especies de los ceratópsidos, es usualmente considerado un nomen dubium. Es probablemente un sinónimo de Triceratops, pero debido a que los restos son tan incompletos, no pueden ser referidos con toda seguridad a Triceratops como su sinónimo más antiguo.

## Descubrimiento e investigación
Los restos fósiles de Agathaumas fueron hallados en 1872 en el suroeste de Wyoming. Estos fueron descubiertos por Fielding Bradford Meek y H.M. Bannister mientras estaban buscando conchas fósiles en la Formación Lance (entonces conocida como Formación Laramie) cerca de Black Butte y Bitter Creek. Meek y Bannister fueron empleados por el Servicio Geológico de los Territorios de Ferdinand Vandeveer Hayden, y notificaron al paleontólogo Edward Drinker Cope del hallazgo. Cope mismo buscó el borde cerca de Black Butte y redscubrió el sitio de Meek, hallando grandes huesos sobresaliendo de las rocas cerca de una veta de carbón. Los huesos fueron preservados en sedimentos de arenisca y arcilla, agrupados con madera y hojas fósiles, indicando un ambiente forestado. Más tarde Cope (in 1873) describió el esqueleto como "las ruinas de uno de los príncipes entre los gigantes." Luego en 1872, Cope publicó una descripción y nombre para el animal, Agathaumas sylvestris, o "maravilloso morador de los bosques", en referencia a su gran tamaño y al ambiente revelado en las mismas rocas de las que proceden sus huesos. El nombre de Agathaumas ha sido citado como un ejemplo de la emoción de Cope con este descubrimiento, el cual fue, en ese tiempo, el mayor animal terrestre conocido que haya vivido (hasta varios años después, con el descubrimiento de los gigantescos dinosaurios saurópodos de la Formación de Morrison).
Cope y su equipo eventualmente recuperaron huesos de la cadera completos, vértebras sacrales, y varias costillas del animal. Dado que estos fueron los primeros restos encontrados de un ceratopsio, Cope estaba inseguro sobre que clase de dinosaurio era exactamente Agathaumas (y por un tiempo lo consideró como un hadrosaurio) hasta que O. C. Marsh describió a Triceratops en 1889.
En un artículo de 1889, Cope sugirió que la familia Ceratopsidae de Marsh debía ser renombrada como Agathaumidae, debido a la escasez de los restos de Ceratops.

## Especies
Tipo:
- Agathaumas sylvestris Cope, 1872; 16 vértebras de la cola, sacro y espalda, una pelvis parcial y varias costillas

Especies anteriormente referidas a Agathaumas:
- A. flabellatus (Marsh, 1889/Scott, 1900); incluida dentro de Triceratops horridus.
- A. milo (Cope, 1874); incluida dentro de Thespesius occidentalis.
- A. monoclonius (Breihaupt, 1994); nomen dubium incluido en Monoclonius sphenocerus.
- A. mortuarius (Cope, 1874/Hay, 1902); nomen dubium incluido en Triceratops horridus.
- A. prorsus (Marsh, 1890/Lydekker, 1893); incluido en Triceratops prorsus.
- A. sphenocerus (Cope, 1890); nomen dubium incluido en Monoclonius sphenocerus.

Infortunadamente, los huesos hallados de la mitad posterior del animal no son particularmente diagnósticos en los ceratopsios y Agathaumas permanece como un nomen dubium. Ningún otro resto ha sido hallado en el área, pero basándose en su tamaño y la edad de las rocas, probablemente era un Triceratops.

## Recreación artística

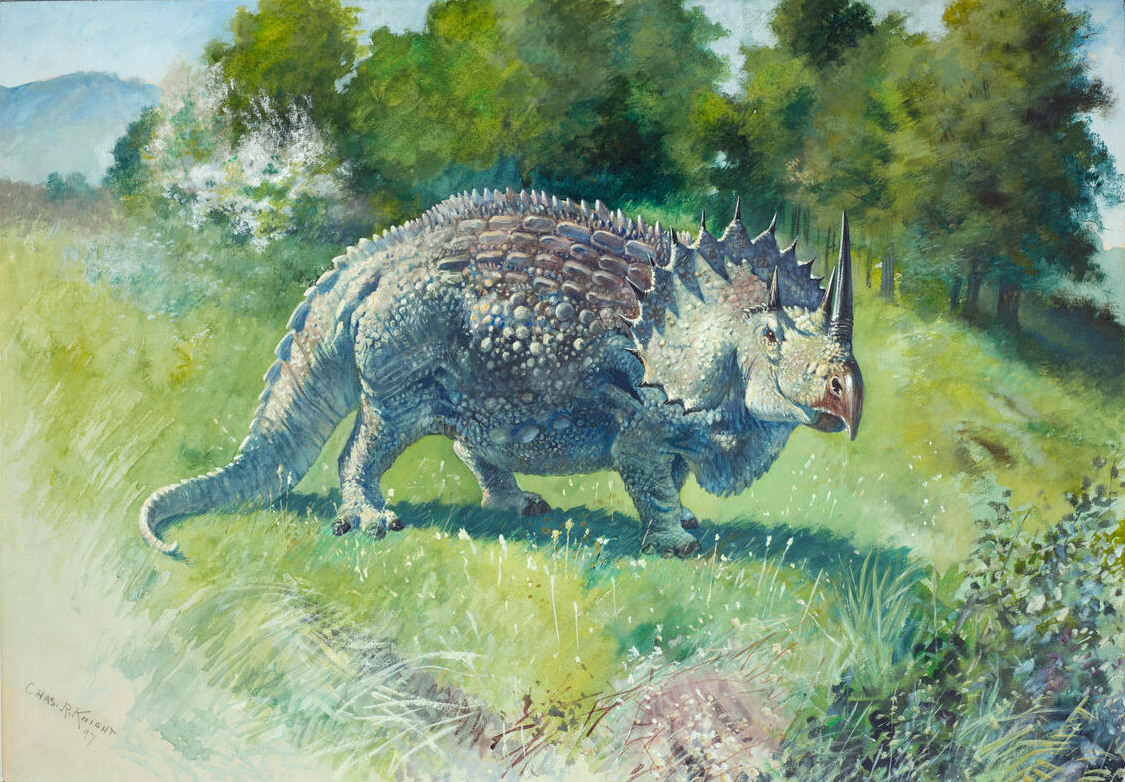
La recreación de C. Knight de Agathaumas en 1897.

En 1897, el artista Charles R. Knight pintó un Agathaumas para Cope, creando una bestia imponente que combinaba los largos cuernos faciales de Triceratops con la gola con espinas de Styracosaurus. La ilustración fue más tarde usada como la base de un modelo de Agathaumas usado en la película de 1925 El mundo perdido. Agathaumas ha aparecido en varias formas desde entonces.